# Castello di Huntingdon
Il castello di Huntingdon (Huntingdon Castle) era un castello che sorgeva nella città di Huntingdon, nel Cambridgeshire.

## Storia
Il sito ove sorse il castello era in origine occupato dai Sassoni.
Nel 1068, fu edificato un castello normanno del tipo a motte e bailey per Guglielmo il Conquistatore.
Durante il periodo dell'Anarchia, il castello divenne di proprietà del re di Scozia Davide tramite il suo matrimonio con Maud, II contessa di Huntingdon.
Questi sostenne l'imperatrice Matilda in una battaglia per la successione e in questo periodo il castello fu gravemente danneggiato.
Comunque, quando il problema della successione fu risolto, Enrico, il figlio di Davide, rese omaggio al re Stefano, che in cambio gli concesse oltre al castello anche il villaggio di Huntingdon.
Nel 1173 il castello era ancora proprietà del re di Scozia, che in quel momento era Guglielmo il Leone.
Durante la rivolta del 1173-1174, egli aveva parteggiato per Enrico il Giovane, il figlio ribelle del re Enrico II, e il castello fu posto sotto assedio da Richard de Luci.
In seguito, l'assedio fu proseguito da Simon de St. Lis e non terminò se non con l'arrivo ad Huntingdon di Enrico II, che aveva appena performed penance at the tomb of Thomas Becket.
Il giorno successivo all'arrivo del re, l'assedio fu concluso e Enrico ordinò che il castello fosse smantellato.
In seguito, la sua proprietà passò di mano numerose volte.
Il castello fu nuovamente fortificato durante la Guerra civile inglese.

## Descrizione
Sulla collina del castello rimangono ancora in piedi alcune parti, tra le quali la cappella.
Per un certo tempo, servì da carcere della contea e successivamente sulla collina del castello fu eretto un mulino a vento.
Del castello vero e proprio non rimane nulla, anche se il sito è uno scheduled ancient monument.